# Gareth Evans (Politiker)

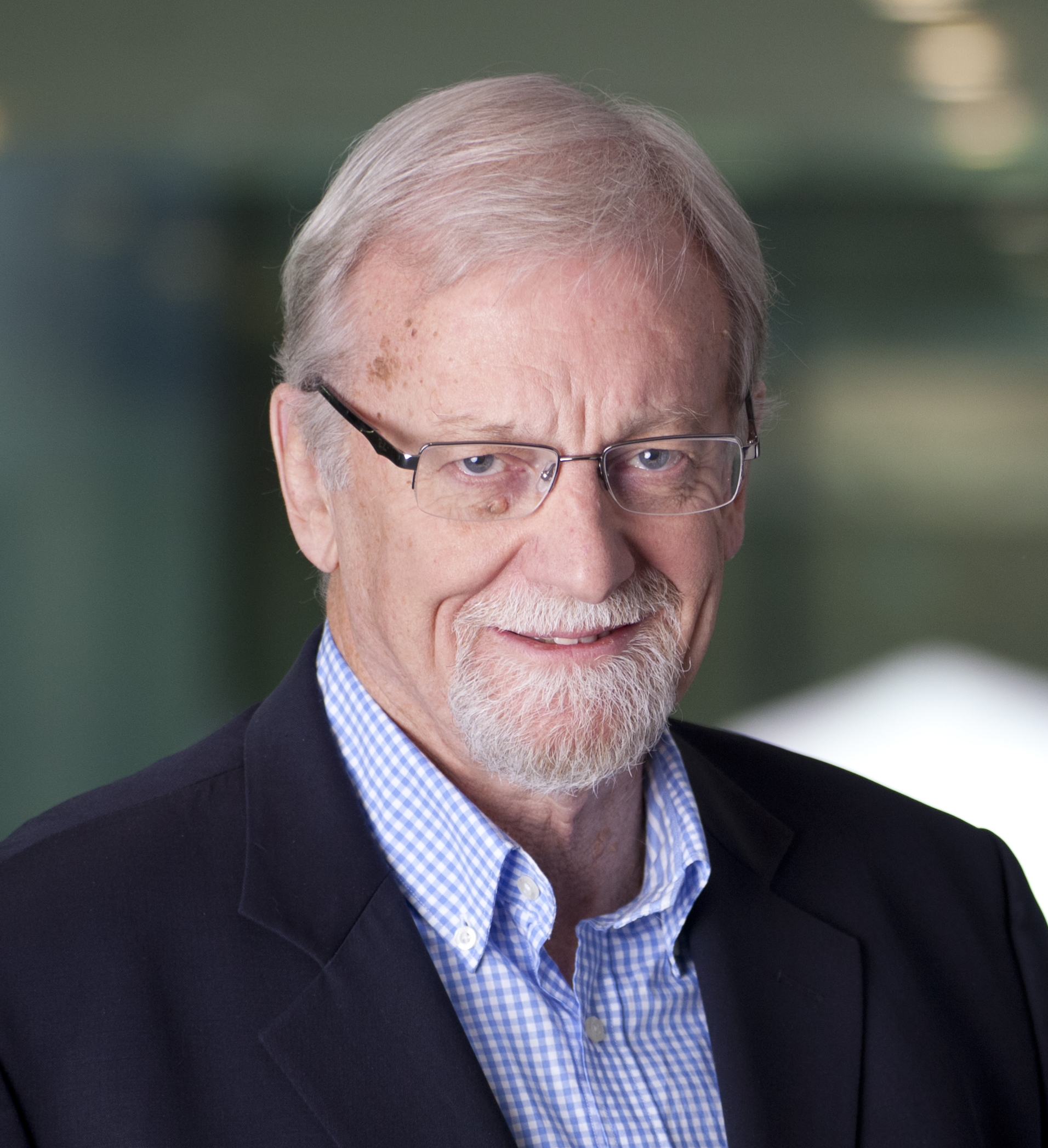
Gareth Evans

Gareth John Evans AC, QC (* 5. September 1944 in Melbourne, Victoria), ist ein australischer Politiker. Er war unter anderem Außenminister des Landes.

## Frühes Leben
Evans wurde in Melbourne, Victoria, als Sohn eines Straßenbahnfahrers geboren. Er besuchte die Melbourne High School und die Universität Melbourne, an der er einen Abschluss in Kunst und Jura machte, sowie die renommierte University of Oxford, an der er ein kombiniertes Studium aus Philosophie, Politik und Wirtschaft abschloss. Im Jahr 2004 wurde er Ehrenmitglied des Magdalen College in Oxford. Er arbeitete als Rechtsanwalt in Melbourne, wobei er sich auf Gewerkschaften spezialisierte. Ab 1971 war er Lektor für Jura an der Universität Melbourne.
Evans war seit seiner Studienzeit in der Australian Labor Party aktiv, zog bei den Wahlen 1975 jedoch nicht in den Senat ein. Nach dem Scheitern von Whitlams Regierung unterstützte Evans als Mitglied des rechten Flügels der Labor Party Bob Hawke. Zudem engagierte er sich als Bürgerrechtler und wurde Vizepräsident des Victoria Council for Civil Liberties.

## Politische Karriere

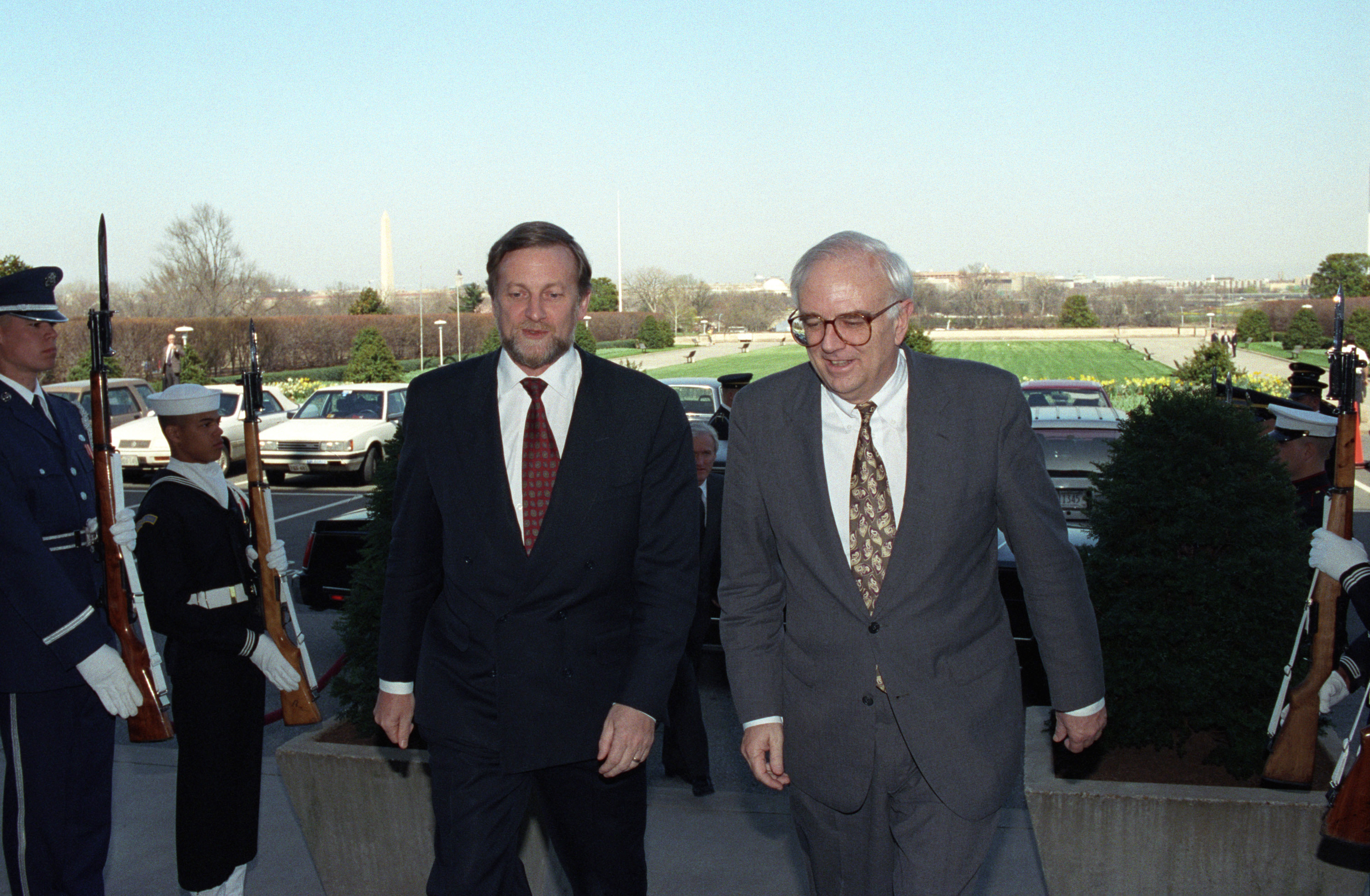
Gareth Evans (links) mit Les Aspin, 1993

Im Jahr 1977  wurde Evans erstmals in den Senat gewählt und war ab 1980 Attorney General der Opposition. Er half dabei, Bill Hayden durch Hawke als Labor-Vorsitzenden zu ersetzen. Die anschließenden Bundeswahlen 1983 gewann Hawke. Evans wurde schließlich Justizminister und sorgte für eine Kontroverse, als er die Royal Australian Air Force Überwachungsphotos über einen Staudammbau in Tasmanien machen ließ. Man warf der Regierung den Missbrauch von militärischen Einheiten für innere Angelegenheiten vor, was Evans den Spitznamen Biggles nach einer berühmten Comic-Figur, einem Piloten, einbrachte.
Im Dezember 1984 wurde Evans auf den Posten als Ressourcen- und Energieminister versetzt. Im Jahr 1987 wurde er Transport- und Telekommunikationsminister – eine Aufgabe, für die er wenig Interesse zeigte. Seine Ambition war es, Hayden als Außenminister zu beerben, was im September 1988 geschah, als jener Generalgouverneur von Australien wurde.
Die nächsten siebeneinhalb Jahre war Evans Außenminister. Sein Ziel war, die Außenpolitik seines Landes weg von den traditionellen Partnern Vereinigte Staaten von Amerika und Großbritannien zu lenken und sich mehr mit den asiatischen Nachbarn zu beschäftigen. Während dies gelang, kühlten die Beziehungen zu den USA und zu Großbritannien rasch ab, da Evans nicht die politischen Ansichten dieser Regierungen teilte. Allerdings war Australien zusammen mit den USA und Japan Initiator der Gründung der Handelskooperation APEC 1989.
1989 schlossen Australien und Indonesien den Timor Gap Treaty. Australien erkannte damit de facto als einziges Land weltweit die Annexion Osttimors durch Indonesien und erhielt dafür weitgehende Rechte zur Ausbeutung der Erdgas- und Erdölvorkommen in der Timorsee. Evans gehörte zu den treibenden Kräften hinter dem Vertrag. Nach dem Santa-Cruz-Massaker 1991, bei dem indonesische Sicherheitskräfte mindestens 271 osttimoresische Demonstranten vor laufender Kamera des Journalisten Max Stahl erschossen, wuchs in Australien die Kritik an Canberras engen Beziehungen zum indonesischen Suhartoregime und die Anerkennung von Jakartas Souveränität über das von ihm besetzte Osttimor. Evans tat das Massaker allerdings als „Fehltritt“ (aberration) ab. Später relativierte Evans seine Aussagen und erklärte, dass die „schrecklichen Aktionen“ vom örtlichen Militär ausgeübt worden. Die auch nach dem Massaker weitergeführte Ausbildung indonesischer Offiziere sei „auffällig gescheitert.“
Andererseits unterstützte Evans die Lösung des Kambodscha-Konflikts. Vietnam zog von dort seine Truppen ab und 1993 wurden in Kambodscha freie Wahlen durchgeführt. Im selben Jahr wurde Evans unter Keating Regierungsführer im australischen Senat und half bei einigen innenpolitischen Reformen. So wurde die Abhängigkeit der Regierung von kleineren Parteien bei Gesetzesentwürfen verringert. Im Jahr 1995 erhielt Evans den Grawemeyer Award.
Evans hatte lange Zeit den Wunsch geäußert, vom Senat in das australische Repräsentantenhaus zu ziehen, da er darauf hoffte, seine Führungsambitionen dort leichter umsetzen zu können. Während er 1984 noch an der sozialistischen Linken gescheitert war, konnte er 1996 für den Melbourner Wahlbezirk Holt in das Repräsentantenhaus einziehen. Da die Keating-Regierung bei der Wahl verlor, zog er als Oppositionsabgeordneter in den Senat ein und wurde Vizeführer der Australian Labor Party.
Aufgrund der Wahlniederlage seiner Partei bei den Bundeswahlen 1998 trat er im September 1999 von der aktiven Politik zurück.
Seit 2008 gehört er der Jury des Internationalen Nürnberger Menschenrechtspreises an und ist zusammen mit der ehemaligen japanischen Außenministerin Yoriko Kawaguchi Vorsitzender der Internationalen Kommission zur Nuklearen Nichtverbreitung und Abrüstung. Im Jahr 2010 wurde er mit dem Four Freedoms Award in der Kategorie „Freiheit von Furcht“ geehrt.

## Privates
Evans ist verheiratet und hat zwei Kinder.

## Werke
- Incorrigible Optimist: A Political Memoir. Melbourne University Press, Melbourne 2017, ISBN 978-0-522-86644-5.